# Emeram
Emeram ist eine deutsche Unternehmensgruppe, die als Beteiligungsgesellschaft mit Beteiligungen an mittelständischen Unternehmen im deutschsprachigen Raum agiert.

## Geschäftsmodell
Emeram sammelt über eigene Fonds Geld von Anlegern ein, um dieses durch Anteilsübernahmen und Ausleihungen in mittelständische Unternehmen im deutschsprachigen Raum zu investieren. Die übliche geplante Dauer eines solchen Beteiligung beträgt drei bis fünf Jahre. Auf der Anlegerseite werden dabei Institutionelle Anleger (in erster Linie Lebensversicherungen), Family Offices und Stiftungen angesprochen. Zudem sind die Partner von Emeram als Privatinvestoren in die Fonds des Unternehmens investiert.
Branchenschwerpunkte für die Investments sind Technologie und Software, Konsumgüter und Unternehmen, die Mehrwertdienste in Form langlaufender Serviceverträge anbieten. Investiert wird in die Größenklasse von Unternehmen zwischen 5 und 25 Millionen Euro EBITDA, bevorzugt in bereits etablierte Unternehmen und nur ausnahmsweise in Start-Ups. Dabei beansprucht Emeran für sich, die Beteiligungsunternehmen bei deren Business Development zu unterstützen. Insbesondere bietet Emeran zusätzliches Kapital an, um Zukäufe oder die Erschließung von Auslandsmärkten zu ermöglichen, die Nachfolge von Familienunternehmen, Ausgliederungen aus Konzernen, den Wechsel von Gesellschaftern, Zusammenschlüsse im Mittelstand sowie Management-Buy-outs oder Management-Buy-ins zu begleiten. Emeram legt dabei in der Regel Wert auf eine Mehrheitsbeteiligung.
Nach Unternehmensangaben werden mehr als 500 Millionen Euro Fondsvolumen betreut. Dabei ist der Emeram Private Equity Fund I mit rund 400 Millionen Euro Fondsvolumen das mit Abstand dominierende Vehikel. Der Fonds wurde im Jahr 2013 mit 350 Mio. Euro Volumen aufgelegt und erfuhr im Jahr 2019 eine Kapitalerhöhung um 50 Millionen Euro. 2021 und 2022 wurde jeweils ein Continuation Fund aufgelegt, die die Weiterführung der Beteiligungen an den Unternehmen Boards & More und Init über den anfänglich veranschlagten Zeithorizont hinaus ermöglichen sollen. Der Emeram Fund II als neues Fondsprodukt tätigte Anfang 2023 seine erste Akquisition.
Emeram hat nach eigenen Angaben im Verlauf der Unternehmensgeschichte 46 Beteiligungen erworben. Derzeit (Stand 2023) werden Beteiligungen an sechs Unternehmen gehalten.

## Beteiligungsunternehmen
- Garderos, Hersteller von Routern für kritische Infrastrukturen, erworben Juni 2024[4]
- Adler Smart Solutions: Dienstleister für gewerbliche Photovoltaik und Elektro-Ladeinfrastruktur, erworben Januar 2023
- Sofatutor: Anbieter von schulischen Online-Lerninhalten, erworben März 2021
- Frostkrone Food Group: Anbieter von Tiefkühl-Lebensmitteln, erworben März 2017
- Diva-e: Dienstleister für den Elektronischen Handel, erworben Februar 2016, veräußert Juli 2024
- Init: Dienstleister für die Digitalisierung in öffentlicher Verwaltung und Privatwirtschaft, erworben Juli 2019
- Boards & More: Anbieter von Sportgeräten, erworben Dezember 2013 von Airesis
- Officium: Messdienstleister für die Wohnungswirtschaft, erworben Dezember 2020, veräußert im Januar 2022 an Arcus Infrastructure Partners
- Meona Group: Anbieter von Software für Kliniken, erworben November 2017, veräußert Juni 2021
- Matrix42: Anbieter von Software zur Verwaltung von digitalen Endgeräten in Unternehmen, erworben Oktober 2015, veräußert Juli 2021
- Xovis: Anbieter von Personenflusssensoren, erworben August 2016, veräußert Juni 2019
- Hussel: Süßwaren-Einzelhändler, erworben April 2014, veräußert August 2018

## Geschichte
Die operative Gesellschaft Emeram Capital Partners wurde im Januar 2012 in München gegründet, damals noch unter dem Namen Emeram Capital Advisors. Einer von sechs Gründern der Unternehmensgruppe war der Manager Eckhard Cordes. Bis heute gehört er zur Geschäftsführung der Emeram Private Equity Fund I GmbH. Weitere Gründer waren Christian Näther, zuvor Partner bei Apax Partners, sowie Kai Köppen und Volker Schmidt, die zuvor Angestellte des Mittelstandsinvestors Riverside Europe gewesen waren.

## Unternehmensstruktur
Das operative Geschäft wird im Wesentlichen über die Gesellschaft Emeram Capital Partners GmbH abgewickelt. Komplementär dieser Gesellschaft sowie der wichtigsten Fondsgesellschaft Emeram Private Equity Fund I GmbH und weiterer Gesellschaften innerhalb der Unternehmensgruppe ist die Emeram Fund I GmbH. Gesellschafter der Emeram Fund I GmbH sind Cordes sowie die drei Geschäftsführer von Emeran. Die Gesellschaft Emeram Private Equity Fund I GmbH verfügt über eine breit gefächerte Beteiligungsstruktur. Diese umfasst über die Gesellschaften ECP Founder und ECP Invest als Kommanditisten sowohl Mitarbeiter von Emeram als auch zahlreiche weitere Einzelpersonen vornehmlich aus dem Raum München, aber auch mehrere juristische Personen. Die in dieser Form beteiligten Mitarbeiter werden im Unternehmen als Partner bezeichnet.